# أوبرون أندرسون إيمونز
أوبري فرانسيس أندرسون إيمونز (ولدت في 6 يونيو 2007) ممثلة أمريكية طفلة، تعرف بدورها في مودرن فاميلي. كانت أصغر نجمة في الريد كاربيت في عامي 2012 و2013 جائزة الإيمي برايم تايم.

## الحياة الشخصية
هي ابنة الكورية الأمريكية ايمي انديرسون وكينت إيمونز، المنفصلين. والدتها ممثلة وكوميدية ووالدها رجل أعمال.

## الحياة المهنية
أنديرسون إيمونز أنضمت في طاقم تمثيل مودرن فاميلي في موسمه الثالث عام 2011. لعبت دور "Lily Tucker-Pritchett"، طفلة فيتنامية تم تبنيها من قبل زوجان أمريكيان مثليان. 

## وصلات خارجية
- أوبرون أندرسون إيمونز على موقع IMDb (الإنجليزية)
- أوبرون أندرسون إيمونز على موقع ميتاكريتيك (الإنجليزية)
- أوبرون أندرسون إيمونز على موقع روتن توميتوز (الإنجليزية)
- أوبرون أندرسون إيمونز على موقع ألو سيني (الفرنسية)
- أوبرون أندرسون إيمونز على موقع أول موفي (الإنجليزية)
- أوبرون أندرسون إيمونز على موقع قاعدة بيانات الفيلم (الإنجليزية)
- أوبرون أندرسون إيمونز على موقع كينوبويسك (الروسية)

1. ↑  Internet Movie Database | Aubrey Anderson-Emmons (بالإنجليزية), QID:Q37312
2. ↑  Česko-Slovenská filmová databáze | Aubrey Anderson-Emmons (بالتشيكية), 2001, QID:Q3561957
3. ↑  "'Modern Family' star has ties to Wadena". Park Rapids Enterprise (بالإنجليزية). 25 Jun 2012. Retrieved 2020-04-22.
4. ↑  "معلومات عن أوبرون أندرسون إيمونز على موقع synchronkartei.de". synchronkartei.de. مؤرشف من الأصل في 2019-08-17.
5. ↑  "معلومات عن أوبرون أندرسون إيمونز على موقع imdb.com". imdb.com. مؤرشف من الأصل في 2019-06-12.